# Ауэ-Бад-Шлема
Ауэ-Бад-Шлема (нем. Aue-Bad Schlema) — город районного подчинения в немецкой федеральной земле Саксония. Возник 1 января 2019 года путём добровольного объединения прежде самостоятельных города Ауэ и общины Бад-Шлема, став тем самым крупнейшим по численности населения городом района Рудные Горы (район Германии). Подчиняется административному округу Хемниц. Население составляет 20 789 человек (на 31 декабря 2017 года). Занимает площадь 36,43 км².
Ауэ-Бад-Шлема состоит из 4 городских районов:
- Альберода
- Ауэ
- Бад-Шлема
- Вильдбах

## Политика
В мае 2019 года состоялись первые муниципальные выборы новообразованного города, на которых были определены состав городского совета и глава города. 
Результаты выборов
В состав 25-местного городского совета вошли 9 фракций:
- ХДС: 6
- Объединение свободных избирателей: 5
- Свободные избиратели Рудных гор: 3
- Левая: 3
- АдГ: 2
- НДПГ: 2
- Ассоциация «Мы - Ауэ-Бад Шлема»: 2
- СДПГ: 1
- Список независимых Ауэ: 1[2]

Бургомистром был избран политик ХДС Хайнрих Коль. Ранее он занимал должность бургомистра г. Ауэ.